# Komi (go)
I ett parti Go utan handikapp gör alltid spelaren med de svarta stenarna första draget. Detta innebär en liten nackdel för spelaren med de vita stenarna. Ofta (särskilt i tävlingssammanhang) låter man därför vit kompenseras med ett antal bonuspoäng, som kallas komi. 
Värdet på komi har varierat ganska mycket genom åren och mellan olika regelsystem och så sent som 2002 höjde det japanska goförbundet sitt komivärde från 5,5 till 6,5 efter en omfattande statistisk studie. I regelsystem som använder det kinesiska sättet att räkna poäng behövs ett högre värde, just i Kina används för närvarande 7,5. Att använda komi som inte är ett heltal gör att partiet inte kan sluta oavgjort (bortsett från om spelarna kommer överens om oavgjort under partiets gång vilket kan vara tillåtet).